# Aonchotheca caudinflata
Capillaria caudinflata, Pterothominx caudinflata
Espèce
Synonymes
- Calodium caudinflatum Molin, 1858 (protonyme)
- Capillaria caudinflata (Molin, 1858)
- Pterothominx caudinflata (Molin, 1858)
- Trichosoma longicolle Rudolphi, 1819, mais voir texte
- Capillaria longicollis (Rudolphi, 1819), mais voir texte
- Thominx longicollis (Rudolphi, 1819), mais voir texte

Aonchotheca caudinflata est une espèce de nématodes de la famille des Capillariidae et parasitant le tube digestif de tout sortes d'oiseaux.

## Hôtes
Aonchotheca caudinflata est un parasite intestinal d'oiseaux, notamment domestiques (anatidés, phasianidés). La liste des hôtes connus contient les oiseaux suivants :
- Bruant des roseaux (Emberiza schoeniclus)
- Caille des blés (Coturnix coturnix)
- Calao à bec rouge (Tockus erythrorhynchus)
- Canard colvert (Anas platyrhynchos) domestique
- Canard musqué (Cairina moschata)
- Colin de Virginie (Colinus virginianus)
- Dindon sauvage (Meleagris gallopavo) et sa sous-espèce domestique, domesticus
- Étourneau sansonnet (Sturnus vulgaris)
- Faisan doré (Chrysolophus pictus)
- Faucon crécerelle (Falco tinnunculus)
- Geai des chênes (Garrulus glandarius)
- Gélinotte des bois (Tetrastes bonasia)
- Grive draine (Turdus viscivorus)
- Grive litorne (Turdus pilaris)
- Grive mauvis (Turdus iliacus)
- Grive musicienne (Turdus philomelos)
- Lagopède alpin (Lagopus muta)
- Lagopède des saules (Lagopus lagopus) et sa sous-espèce scoticus, le Lagopède d'Écosse
- Merle d'Amérique (Turdus migratorius)
- Merle noir (Turdus merula)
- Moineau domestique (Passer domesticus)
- Oie à tête barrée (Anser indicus)
- Oie cendrée (Anser anser) domestique
- Paroare huppé (Paroaria coronata)
- Perdrix bartavelle (Alectoris graeca)
- Perdrix grise (Perdix perdix)
- Pie-grièche écorcheur (Lanius collurio)
- Pigeon biset (Columba livia) domestique
- Pigeon ramier (Columba palumbus)
- Pintade de Numidie (Numida meleagris)
- Pintade vulturine (Acryllium vulturinum)
- Poulet domestique (Gallus gallus domesticus)
- Rouge-gorge familier (Erithacus rubecula)
- Sittelle torchepot (Sitta europaea)
- Grand Tétras (Tetrao urogallus)
- Tétras du Caucase (Lyrurus mlokosiewiczi)
- Tétras lyre (Lyrurus tetrix)
- Tourterelle orientale (Streptopelia orientalis)
- Tourterelle turque (Streptopelia decaocto)

## Taxinomie
L'espèce est décrite en 1858 par le zoologiste italien Raffaele Molin, sous le protonyme Calodium caudinflatum dans sa monographie sur les filaires Versuch einer Monographie der Filarien. L'espèce est placée dans le sous-genre Aonchotheca (Avesaonchotheca),.
Selon John L. Gardiner et Everett E. Wehr, Capillaria longicollis décrit par Karl Asmund Rudolphi en 1819 (alors sous le protonyme Trichosoma longicolle) est synonyme du Calodium caudinflatum de Molin et ces auteurs préfèrent donc le premier nom, en conformité avec le principe de priorité du Code international de nomenclature zoologique. Cette synonymie est également avancée par Zhang et al. en 2012.